# Будинок Якова Гретера
Будинок Якова Гретера — зруйнована будівля в Солом'янському районі Києва, яка розташовувалася на вулиці Вадима Гетьмана, 2. Об'єкт культурної спадщини.

## Історія
Підприємець Яків Гретер збудував власний будинок поруч із машинобудівним заводом, заснованим ним у 1882 році.
Після націоналізації в радянський період житлова будівля була переобладнана під клуб заводу, який отримав назву «Більшовик», а згодом — під адміністративну будівлю.
На початку 2000-х років у споруді розміщувалася центральна лабораторія заводу «Більшовик». Станом на 2016 рік перший поверх здавався в оренду під торгове приміщення, другий поверх був зайнятий адміністративними службами.
На фасаді будинку в 1965 році була встановлена бронзова меморіальна дошка на згадку про робітників заводу, які загинули в роки так званої Великої Вітчизняної війни.
Згідно з указом Управління охорони культурної спадщини від 3 грудня 2013 року, будівля була внесена до переліку об'єктів культурної спадщини за категорією «історія», «архітектура» та «містобудування».
Будівля була зруйнована 6 червня 2025 року внаслідок російської ракетної атаки. Це була одна з останніх історичних споруд, що збереглися на Шулявці.

## Архітектура
Двоповерхова цегляна будівля розташовувалась уздовж червоної лінії вулиці. Будівля мала прямокутну форму у плані. Головний фасад, звернений до вулиці, мав шість прорізів. Будівля була вкрита вальмовим дахом із залізною покрівлею; димові труби виконані з цегли.
Архітектурне оформлення фасадів вирішено у спрощеній версії «цегляного стилю», з використанням окремих елементів класицизму.
Композиція головного фасаду зроблена на чергуванні вертикально витягнутих вікон та горизонтальних членувань, підкреслених міжповерховим поясом та фризом з дентикулами.
Дворовий фасад мав відкриту цегляну кладку. Простінки між вікнами першого поверху були оброблені рустикою.

## Галерея

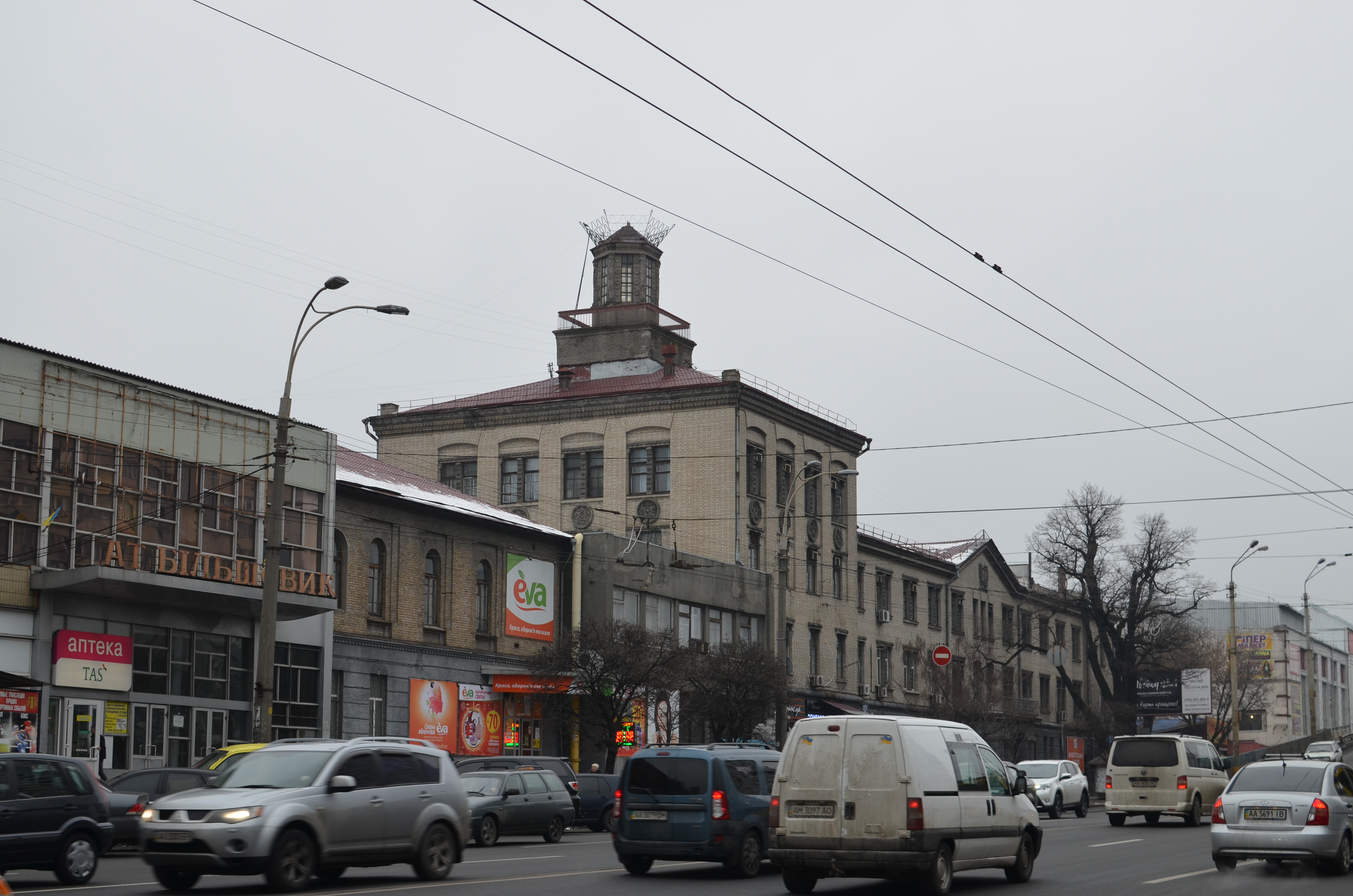
Будівля поряд із сусідніми спорудами на вулиці Вадима Гетьмана. 2016 рік.
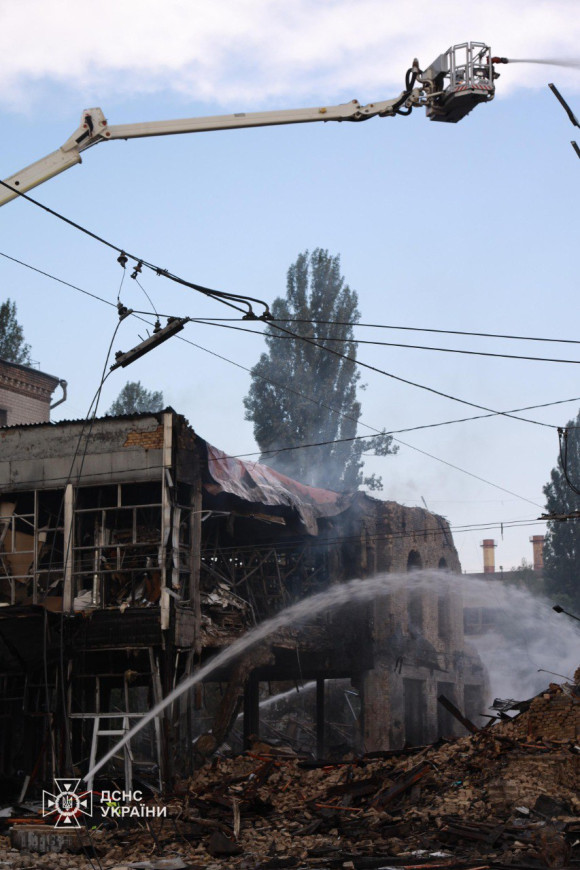
Тушіння руїн будівлі після ракетного обстрілу.
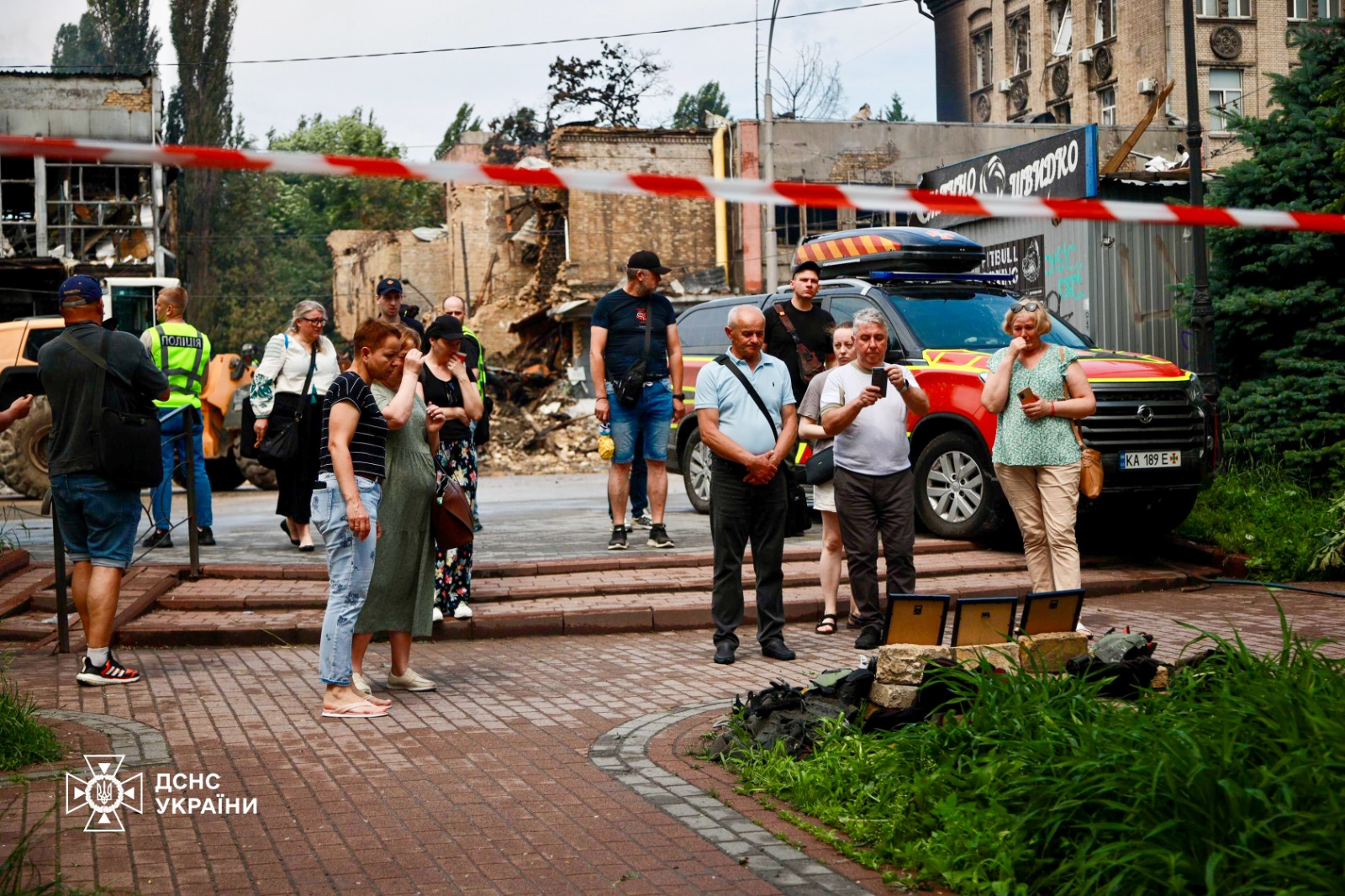
Будівля після ракетного обстрілу.Будівля після ракетного обстрілу.